# Rejon choriński
Rejon choriński (ros. Хоринский район; bur. Хори аймаг) – rejon w azjatyckiej części Rosji, wchodzący w skład Republiki Buriacji. Stolicą rejonu jest Chorinsk (8,1 tys. mieszkańców). Rejon został utworzony w listopadzie 1923 roku.

## Położenie
Rejon położony jest w centralnej części Republiki Buriacji. Zajmuje powierzchnię 13.431 km².

## Ludność
Rejon zamieszkany jest przez 19.208 osób (2006 r.). Struktura narodowościowa rejonu przedstawia się następująco:
- Rosjanie – 62,2%
- Buriaci – 34,4%
- Tatarzy – 1,9%
- Ukraińcy – 0,2%
- Białorusini – 0,2%
- Mołdawianie – 0,1%
- Ormianie – 0,1%
- pozostali – 0,9%

Średnia gęstość zaludnienia w rejonie wynosi 1,42 os./km².

## Podział administracyjny
Rejon podzielony jest na 10 wiejskich osiedli, na terenie których znajduje się 27 skupisk ludności.
| Nazwa osiedla wiejskiego                                    | Ośrodki administracyjne          |
| ----------------------------------------------------------- | -------------------------------- |
| Aszanginskoje (Ашангинское сельское поселение)              | Georgiewskoje (Георгиевское)     |
| Wepchniekyrbinskoje (Верхнекурбинское сельское поселение)   | Tegda (Тэгда)                    |
| Wierchnietaleckoje (Верхнеталецкое сельское поселение)      | Wierchnie Talcy (Верхние Тальцы) |
| Krasnopartizanskoje (Краснопартизанское сельское поселение) | Oninoborsk (Ониноборск)          |
| Kulskoje (Кульское сельское поселение)                      | Sannomysk (Санномыск)            |
| Udinskoje (Удинское сельское поселение)                     | Udinsk (Удинск)                  |
| Ułan-Odonskoje (Улан-Одонское сельское поселение)           | Kulskij Stanok (Кульский Станок) |
| Chandagajskoje (Хандагайское сельское поселение)            | Chandagaj (Хандагай)             |
| Chasurtajskoje (Хасуртайское сельское поселение)            | Chasurta (Хасурта)               |
| Chorinskoje (Хоринское сельское поселение)                  | Chorinsk (Хоринск)               |